# عشق لعنتی (فیلم ۲۰۱۹)
عشق لعنتی (به هندی: Yeh Saali Aashiqui) یک فیلم هندی دلهره‌آور عاشقانه هندی_زبان است. کارگردان فیلم چراغ روپارل (Cherag Ruparel) بود و تهیه‌کنندگی آن را جایانتیلا گادا و آمریش پوری فیلمز بر عهده داشتند.بازیگران اصلی فیلم، وردان پوری نوه آمریش پوری که اولین تجربه بازیگری او بود، و شیوالیکا اوبروی هستند.این فیلم ابتدا قرار بود در روز ۲۲ نوامبر ۲۰۱۹ اکران شود. اما مدتی بعد به روز ۲۹ نوامبر ۲۰۱۹ موکول شد.